# Verderel-lès-Sauqueuse
Verderel-lès-Sauqueuse és un municipi francès, situat al departament de l'Oise i a la regió dels Alts de França. L'any 2007 tenia 764 habitants.

## Demografia

### Població
El 2007 la població de fet de Verderel-lès-Sauqueuse era de 764 persones. Hi havia 276 famílies de les quals 36 eren unipersonals (16 homes vivint sols i 20 dones vivint soles), 100 parelles sense fills, 128 parelles amb fills i 12 famílies monoparentals amb fills.
La població ha evolucionat segons el següent gràfic:
Habitants censats

### Habitatges
El 2007 hi havia 304 habitatges, 283 eren l'habitatge principal de la família, 13 eren segones residències i 8 estaven desocupats. Tots els 301 habitatges eren cases. Dels 283 habitatges principals, 260 estaven ocupats pels seus propietaris, 16 estaven llogats i ocupats pels llogaters i 6 estaven cedits a títol gratuït; 4 tenien dues cambres, 24 en tenien tres, 73 en tenien quatre i 181 en tenien cinc o més. 244 habitatges disposaven pel capbaix d'una plaça de pàrquing. A 92 habitatges hi havia un automòbil i a 180 n'hi havia dos o més.

### Piràmide de població
La piràmide de població per edats i sexe el 2009 era:
| Homes | Edats   | Dones |
| ----- | ------- | ----- |
| 0     | 95 o +  | 0     |
| 0     | 90 a 94 | 0     |
| 4     | 85 a 89 | 4     |
| 4     | 80 a 84 | 0     |
| 8     | 75 a 79 | 4     |
| 4     | 70 a 74 | 4     |
| 16    | 65 a 69 | 16    |
| 8     | 60 a 64 | 20    |
| 20    | 55 a 59 | 8     |
| 56    | 50 a 54 | 40    |
| 40    | 45 a 49 | 44    |
| 12    | 40 a 44 | 16    |
| 36    | 35 a 39 | 36    |
| 24    | 30 a 34 | 40    |
| 16    | 25 a 29 | 8     |
| 20    | 20 a 24 | 20    |
| 24    | 15 a 19 | 28    |
| 12    | 10 a 14 | 20    |
| 44    | 5 a 9   | 20    |
| 40    | 0 a 4   | 24    |

## Economia
El 2007 la població en edat de treballar era de 524 persones, 399 eren actives i 125 eren inactives. De les 399 persones actives 380 estaven ocupades (208 homes i 172 dones) i 19 estaven aturades (8 homes i 11 dones). De les 125 persones inactives 53 estaven jubilades, 42 estaven estudiant i 30 estaven classificades com a «altres inactius».

### Ingressos
El 2009 a Verderel-lès-Sauqueuse hi havia 278 unitats fiscals que integraven 734 persones, la mediana anual d'ingressos fiscals per persona era de 22.356,5 €.

### Activitats econòmiques
Dels 13 establiments que hi havia el 2007, 7 eren d'empreses de construcció, 3 d'empreses de comerç i reparació d'automòbils, 1 d'una empresa de transport, 1 d'una empresa de serveis i 1 d'una empresa classificada com a «altres activitats de serveis».
Dels 8 establiments de servei als particulars que hi havia el 2009, 1 era un establiment de lloguer de cotxes, 1 paleta, 1 guixaire pintor, 4 fusteries i 1 lampisteria.
L'any 2000 a Verderel-lès-Sauqueuse hi havia 11 explotacions agrícoles que ocupaven un total de 810 hectàrees.

## Equipaments sanitaris i escolars
L'únic equipament sanitari que hi havia el 2009 era una farmàcia.
El 2009 hi havia una escola elemental integrada dins d'un grup escolar amb les comunes properes formant una escola dispersa.

## Poblacions més properes
El següent diagrama mostra les poblacions més properes.